# 札幌貨物ターミナル駅

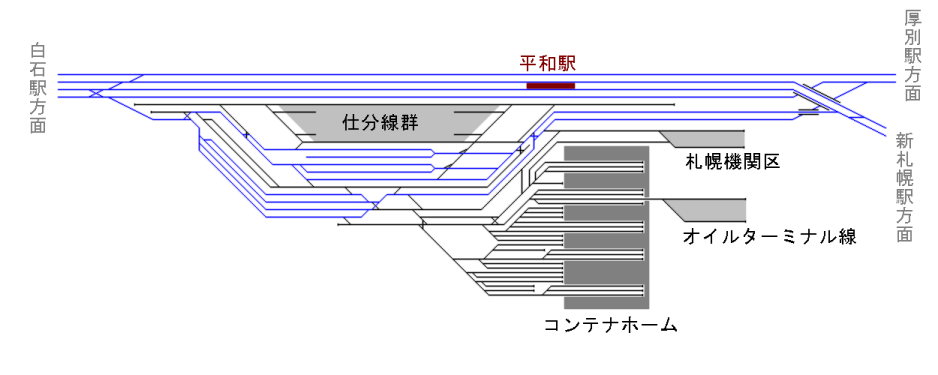
構内配線図。青線が本線、黒線が側線。

札幌貨物ターミナル駅（さっぽろかもつターミナルえき）は、北海道札幌市白石区流通センター3-1-48にある日本貨物鉄道（JR貨物）の貨物駅である。事務管理コードは▲130177。
札幌圏の鉄道貨物輸送の拠点で、コンテナ貨物取扱量が東京貨物ターミナル駅に次いで、日本で2位の駅である。開業時は新札幌駅を名乗っていたが、1973年にその名を新設の新札幌駅に譲り、札幌貨物ターミナル駅に改称した。
駅構内は、函館本線・千歳線の複々線の南側に広がる。函館本線の白石駅 - 厚別駅間、千歳線の新札幌駅 - 白石駅間に位置する。

## 歴史

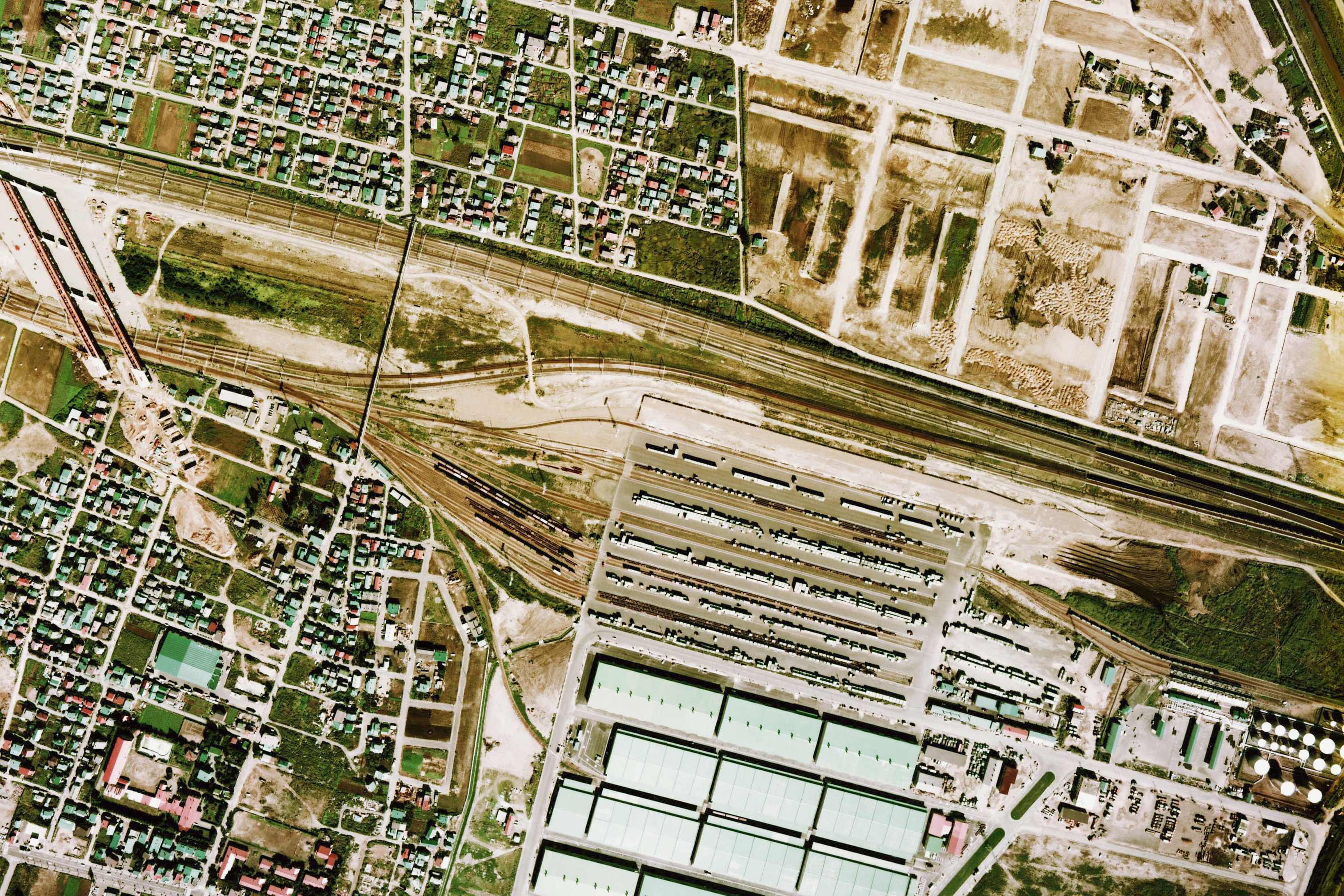
1976年の札幌貨物ターミナルと周囲1km×1.5km範囲。左が札幌方面。月寒川と厚別川に挟まれ、上を函館本線と千歳線が走り、すぐ東側で千歳線が高架交差して東南へ別れて行く。その交差部分からそれぞれ1本ずつ貨物支線が当ターミナルの西側にある出入線へ合流する。出入線の北にある空き地には後に仕分線群が設けられるが、この時点では札幌新道の高架橋が建設中の段階である。東側のオイルターミナルの北側に、後に札幌機関区が設けられる敷地もまだ造成中である。ターミナルの南にある水色屋根の倉庫群は大谷地流通センターで、1本だけ貨物線が引き込まれているのが見える（後にこの線は廃止になった）。

太平洋戦争後の日本国有鉄道（国鉄）は札幌圏の貨物取り扱いを、桑園駅、苗穂駅、東札幌駅の三駅に分散して行う体勢をとっていたが、札幌市の急激な人口増により貨物取扱量が増加したため、新規貨物駅の設置を決定した。新駅設置は、札幌市による流通センターの開発計画と連動していた。
また、かつては貨物支線の終端であったが、厚別・千歳通路線の開通に伴い、本線上の駅の扱いとなった。
- 1968年（昭和43年）
  - 10月1日：新札幌駅として開業。
  - 12月2日：日本オイルターミナル札幌営業所が営業開始。
- 1973年（昭和48年）
  - 7月16日：札幌貨物ターミナル駅に改称[2]。
  - 9月9日：貨物支線の駅から、本線上の駅に変更。
- 1986年（昭和61年）11月1日：小樽築港コンテナセンター・富良野コンテナセンターとの間でトラック便運行開始。
- 1987年（昭和62年）4月1日：国鉄分割民営化によりJR貨物の駅となる[2]。
- 1992年（平成4年）4月3日：「エフ・プラザ札幌」竣工。
- 2014年（平成26年）5月29日：本輪西駅（新日本石油精製室蘭製油所）発送分到着をもって石油輸送列車の運行を終了。（返送は翌日をもって終了）
- 2022年5月31日：「DPL札幌レールゲート」竣工[3][4]。

## 駅構造
駅は函館本線・千歳線の南側を通る貨物線上にある。貨物線は、駅西方の白石駅構内で分岐し、本線（複々線）の南側に沿って東進し、札幌貨物ターミナル駅の着発線群に至っている。着発線群は南北2つに分かれ、南側に4本（操1番線～操4番線）・北側に5本（操5番線～操9番線）敷設されている。着発線群の北側には仕分線群が広がり、東側にはコンテナホーム（後述）が広がっている。コンテナホーム東端付近で千歳線の本線は高架線となり、函館本線の上り本線を跨いでいる。駅の着発線群に接続する単線の貨物線（千歳通路線）も同様に高架線となり、厚別川を渡る手前で千歳線の下り本線（札幌方面線）に合流する。厚別川を渡った先には上り本線に合流するための片渡り線が設置されている。片渡り線から次の新札幌駅までは1キロメートルほどの距離がある。駅の着発線群と函館本線厚別駅を結ぶ線路（厚別通路線）も単線であり、こちらは厚別駅構内で函館本線に合流している（道東・本州方面への便は千歳線下り本線と、旭川方面への便は函館本線上り線とそれぞれ平面交差）。連絡線・着発線を含め、当駅構内は全て非電化である。過去に使用していた「道タミ」の所属表記があるホッパ車も在線しているが、無動力機関車や構内除雪用モーターカーの車両留置用に転動防止用として連結して使用されるのみで、車籍は消滅している。
コンテナホームが6面あり、南北に並んでいる。南北の両端のみ単式ホームで、残る4面は島式ホームである。最も南側のホームのみ上屋付きの混載貨物ホームとなっているが、倉庫に用いられておりコンテナから直接の荷役は行われていない。コンテナ荷役線は10本あり、すべて前述の南側の着発線群（操1番線～操4番線）に接続している。また北側から数えて2番目と3番目のホームの間の線路（OT通路線）は、ホームの終端からさらに東側へ日本オイルターミナル札幌営業所の2本の石油積卸線に接続されていたが、2014年5月30日に本輪西駅からの石油車扱列車の廃止により同敷地内線路の使用が停止され、DPL札幌レールゲート建設に伴い撤去された。現在のOT通路線は、ホーム終端まで残存しており貨車留置用に使用されている。
最も北側のホームの北を通り抜けた、日本オイルターミナル線の北側には、札幌機関区の貨車検修庫・検修線がある。検修線は南北両方の着発線群から進入可能。
混載貨物ホームに接して、2階建ての駅舎がある。また物流施設の「エフ・プラザ札幌」が駅構内にあり、ほくやくと北海安田倉庫が利用している。
入換作業用に、HD300形ハイブリッド機関車が常駐している。また、かつて電気機関車を使用していたため、白石駅側の架線・架線柱が撤去されずに存在している（実際、当駅と旭川駅間などで電気機関車牽引による貨物列車が運行されていたため。なお、厚別駅方面側にもかつて架線が張られていたが、現在は架線柱のみが残っている）。

## 取扱う貨物の種類
札幌貨物ターミナル駅は、コンテナ貨物と車扱貨物の取扱駅である。
コンテナ貨物は、JR規格の12フィートコンテナ、20フィート・30フィート大型コンテナ、ISO規格の海上コンテナを取り扱う。主な取扱品目は、発送貨物が農産物、混載貨物（宅配便など）、ビール、乳製品、木材製品など、到着貨物が本や混載貨物となっている。また、駅における産業廃棄物・特別管理産業廃棄物の収集・運搬許可を得ており、これらを積んだコンテナも取り扱っている。
現在定期車扱貨物は廃止されたが、2014年5月29日到着分まで本輪西駅（新日本石油精製室蘭製油所）を起点とする発送分が駅構内にある日本オイルターミナル札幌営業所向けの石油製品（ガソリンなど）の到着便を取り扱っていた。

## 貨物列車・トラック便
（2014年3月15日現在）
本州方面を発着する貨物列車が多く発着するほか、道北・道東地区へ向かう貨物列車が発着する。当駅を発着する全列車が、当駅を起点または終点としている（当駅-札幌-小樽-倶知安-長万部間は定期貨物列車の設定・運行なし）。
高速貨物列車
苫小牧貨物駅・東室蘭駅・函館貨物駅方面へ向かう列車は1日18本。行き先は隅田川駅が4本と最多で、そのほかに名古屋貨物ターミナル駅（1日3本）、仙台貨物ターミナル駅（1日1本）、越谷貨物ターミナル駅（1日1本）、福岡貨物ターミナル駅（1日1本）、大阪貨物ターミナル駅（1日1本）、東京貨物ターミナル駅（1日1本）などがある。なお、苫小牧駅方面発で当駅終着の列車は1日20本。
帯広貨物駅方面へ向かう列車は1日6本。行き先は帯広貨物駅または釧路貨物駅となっている。なお、帯広貨物駅方面発で当駅終着の列車は1日3本。
滝川駅方面へ向かう列車は1日3本で、行き先はすべて北旭川駅となっている。なお、滝川駅方面発で当駅終着の列車は1日1本。
上記のほか、富良野駅行き、北旭川駅行き、北見駅行きの臨時列車も農作物の収穫期から翌年4月頃まで設定されている。
トラック便
小樽築港オフレールステーションとの間に1日4往復、富良野駅との間に1日3往復設定されている。

## 利用状況
- 2000年度
  - 発送貨物 - コンテナ貨物 782,829トン、車扱貨物 471トン
  - 到着貨物 - コンテナ貨物 1,865,541トン、車扱貨物 569,783トン
- 2001年度
  - 発送貨物 - コンテナ貨物 864,361トン、車扱貨物 322トン
  - 到着貨物 - コンテナ貨物 2,002,387トン、車扱貨物 415,023トン
- 2002年度
  - 発送貨物 - コンテナ貨物 866,524トン、車扱貨物 32トン
  - 到着貨物 - コンテナ貨物 1,972,983トン、車扱貨物 542,124トン
- 2003年度
  - 発送貨物 - コンテナ貨物 910,221トン、車扱貨物 0トン
  - 到着貨物 - コンテナ貨物 2,001,836トン、車扱貨物 709,700トン
- 2004年度
  - 発送貨物 - コンテナ貨物 940,572トン、車扱貨物 0トン
  - 到着貨物 - コンテナ貨物 1,936,252トン、車扱貨物 750,920トン
- 2005年度
  - 発送貨物 - コンテナ貨物 902,452トン、車扱貨物 0トン
  - 到着貨物 - コンテナ貨物 1,941,216トン、車扱貨物 632,027トン

## 駅周辺
駅は厚別川の西岸にある。一帯は流通センターという札幌最大の倉庫街で、札幌団地倉庫をはじめとする倉庫群が駅の南側両岸に広がる。駅の北には函館本線と千歳線が通る。駅をまたぐ橋に、道央自動車道の白石高架橋と、平和駅に付属する形の柏山人道橋がある。
- 国道274号（札幌新道）・国道12号
- 道央自動車道大谷地インターチェンジ
- 大谷地流通センター
- 札幌団地倉庫

## 1985年時の常備貨車
- 日本オイルターミナル所有
  - タキ44000形（石油類（ガソリン除く）専用）23両
  - タキ43000形（ガソリン専用）47両

「昭和60年版私有貨車番号表」『トワイライトゾーンMANUAL13』ネコ・パブリッシング、2004年

## 隣の駅
北海道旅客鉄道（JR北海道）
函館本線
白石駅 - 札幌貨物ターミナル駅 - 厚別駅
千歳線
新札幌駅 - 札幌貨物ターミナル駅 - （平和駅） - 白石駅
※平和駅には線路は繋がっていない。